# Європейська інтеграція Фінляндії
Європе́йська інтегра́ція Фінля́ндії – процес економічного і політико-правового зближення Фінляндії з європейськими міждержавними структурами, який тривав протягом 60-90-х рр. ХХ ст. і фактично завершився у 1995 р. зі вступом Фінляндії до ЄС.

## Передісторія
Початок  інтеграції  Фінляндії у європейські структури припадає на 1961 р., коли вона стала асоційованим членом  Європейської асоціації вільної торгівлі. У 1972 р. було укладено угоду про вільну торгівлю з  Європейським економічним співтовариством (ЄЕС), а у 1986 році Фінляндія набула повноправного членства в  ЄЕС.
Процес  євроінтеграції  Фінляндії до 1991 р. проходив ускладнено через те, що СРСР негативно ставився до перспективи входження  Фінляндії у сферу впливу західних держав. Відносини між  Фінляндією і СРСР у другій половині ХХ ст. будувалися на основі політики  фінляндизації, виробленої президентом Юхо Куусті Паасіківі у другій половині 40-х рр. ХХ ст. Ця політика полягала у необхідності підтримання близьких відносин з  Радянським Союзом задля збереження державного суверенітету шляхом поступки частиною інтересів.

## Курс на вступ Фінляндії до ЄС
На початку 90-х рр. ХХ ст. у зв’язку з розпадом СРСР політика  фінляндизації втратила свою актуальність. Перед  Фінляндією постала необхідність пошуку нових зовнішніх орієнтирів, що вимагало налагодження відносин з європейським Заходом. 
Президент Мауно Койвіста, який спершу дотримувався курсу на  фінляндизацію, після розпаду СРСР змінив зовнішньополітичну орієнтацію країни. У день підписання  Маастрихтської угоди (7 лютого 1992 р.) він заявив, що Фінляндія спрямовує свій зовнішньополітичний вектор на входження до новопроголошеного  Європейського Союзу. Ідея інтеграції активно  лобіювалася у  фінському парламенті. У березні 1992 р. заявка фінського уряду була передана в Комісію  ЄЕС.

## Референдум 1995 року і вступ Фінляндії до ЄС
Остаточно питання про  євроінтеграцію було вирішене в ході  референдуму 16 жовтня 1994 р. Явка виборців на референдумі склала 74%. За членство  Фінляндії у  ЄС проголосувало 56,9% (900 тис. чоловік), проти  євроінтеграції – 43,1% (700 тис. чол.).
Офіційно входження  Фінляндії до  ЄС відбулося 1 січня 1995 р. Ті громадяни, які проголосували за входження  Фінляндії до  ЄС, вважали, що  євроінтеграція стане запорукою продовження існування фінської нації. Фінське суспільство, яке, попри налагодження добросусідських відносин з  Радянським Союзом в рамках курсу на  фінляндизацію, протягом тривалого часу жило у передчутті постійної загрози суверенітету зі Сходу, загалом позитивно сприйняло перспективу нового дипломатичного співробітництва. З іншого боку, інтеграція Фінляндії в європейські структури проходила з паралельним збереженням добросусідських відносин з  Росією, передусім у сфері торгівлі.

## Позиція фінських євроскептиків
На думку критиків європейського вектора, Фінляндія сьогодні відчуває побічні впливи  євроінтеграції. Зокрема, йдеться про явище «розмивання суверенітету». За словами депутата партії  «Істинних фінів» Рейо Тоссавайнена, Фінляндія була більш незалежною у складі Російської імперії (1809–1917 рр.), аніж в рамках  ЄС: на його думку, законодавство  Євросоюзу стоїть вище фінських законів. Подібна точка зору на сьогодні не є поширеною у  Фінляндії. Рейо Тосавайнен вважає, що причина цього криється у викривленні сучасної картини фінської історіографії: "Подіям не хочуть давати правильну оцінку, тому що це було б незручно для сучасної еліти".